# Imac G4

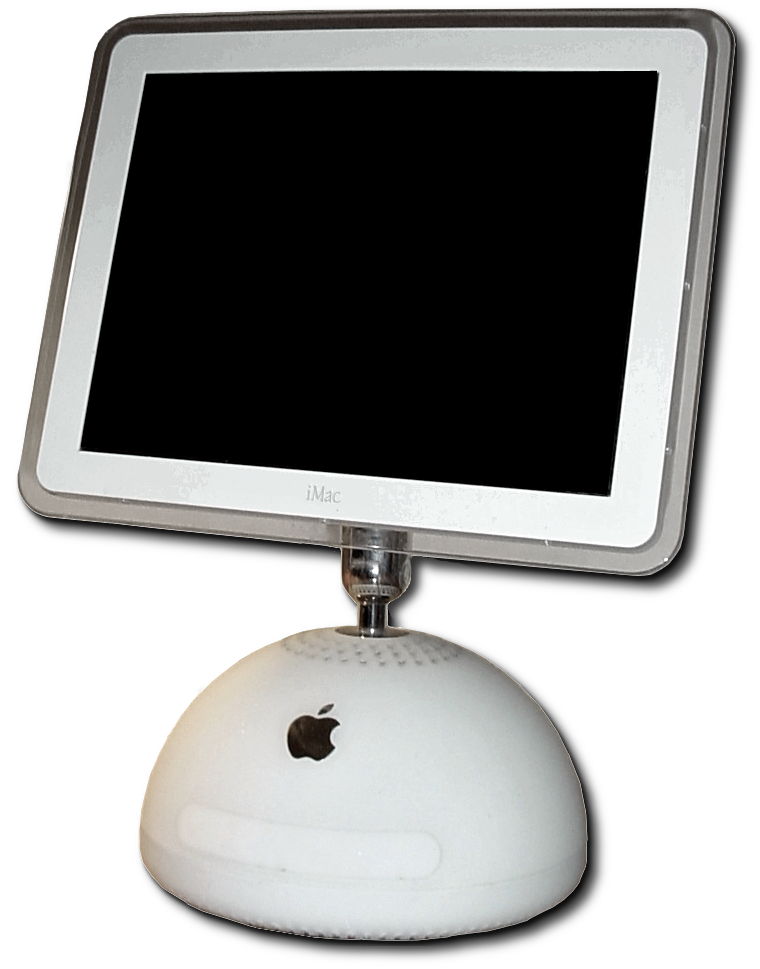
Dator med 15-tumsskärm

Imac G4 är en dator från datorföretaget Apple. Den är vit och är en all-in-one dator. Den har Mac OS installerat och kommer med högtalare, Apple USB Mouse och Apple USB Keyboard. Den första Imac G4 såldes år 2002. 